# Carpathobyrrhulus tatricus
Carpathobyrrhulus tatricus is een keversoort uit de familie pilkevers (Byrrhidae). De wetenschappelijke naam van de soort is voor het eerst geldig gepubliceerd in 1957 door Mroczkowski.